# Тимшино (Московская область)
Тимшино — деревня в муниципальном округе Егорьевск Московской области России .

## География
Деревня Тимшино расположена в северо-западной части муниципального округа Егорьевск, примерно в 11 километрах к югу от города Егорьевск. С южной окраины деревни берут начало речки Мезенка и Щелинка, с западной — Лукьяновка. Высота над уровнем моря 177 метров.

## История
До отмены крепостного права жители деревни относились к разряду государственных крестьян. После 1861 года деревня вошла в состав Нечаевской волости Егорьевского уезда. Приход находился в селе Ивановское.
В 1926 году деревня входила в Тимшинский сельсовет Колычёвской волости Егорьевского уезда.
До 1994 года Тимшино входило в состав Колычевского сельсовета Егорьевского района, а в 1994—2006 годы — Колычевского сельского округа.
Входила в состав городского поселения Егорьевск.

## Демография
В 1885 году в деревне проживало 714 человек, в 1905 году — 956 человек (485 мужчин, 471 женщина), в 1926 году — 857 человек (404 мужчины, 453 женщины). По переписи 2002 года — 170 человек (79 мужчин, 91 женщина). Население — 1006 человек (2010).
| 1859  | 1868 | 1885 | 1905 | 1926 | 2002 | 2006 |
| ----- | ---- | ---- | ---- | ---- | ---- | ---- |
| 624   | ↘591 | ↗714 | ↗956 | ↘857 | ↘170 | ↘145 |
| 2010  |      |      |      |      |      |      |
| ↗1006 |      |      |      |      |      |      |